# Dysaphis brancoi
Dysaphis brancoi är en insektsart som först beskrevs av Carl Julius Bernhard Börner 1950.  Dysaphis brancoi ingår i släktet Dysaphis och familjen långrörsbladlöss. Arten är reproducerande i Sverige.

## Underarter
Arten delas in i följande underarter:
- D. b. brancoi
- D. b. malina
- D. b. rogersoni